# Robert Minton
Robert Henry "Bob" Minton, född 13 juli 1904, död 2 september 1974, var en amerikansk bobåkare.
Minton blev olympisk bronsmedaljör i tvåmansbob vid vinterspelen 1932 i Lake Placid.